# Lightsum
Lightsum (кор. 라잇썸, Raitsseom; стилізується Lightsum; читається як Лайтсам) — південнокорейський жіночий гурт, сформований у 2021 році компанією CUBE Entertainment. Колектив складається з шести учасниць: Джухьон, Сана, Човон, Найон, Хіна та Юджон. Дебют відбувся 10 червня 2021 року з сингл-альбомом Vanilla. У жовтні 2022 Хвійон та Джіан покинули гурт.

## Назва
Яскраве світло «LIGHT» об'єднує в одне ціле «SUM», щоб охопити всіх у всьому світі, ставши гуртом, яка буде передавати більше позитивної енергії кожному через своє послання надії.

## Історія гурту

### 2017—2018: Пре-дебют
Джухьон брала участь в проєкті Unit: Idol Rebooting у 2017—2018 роках, де зайняла 25-е місце. Човон, Найон і Юджон брали участь в шоу на виживання Produce 48 у 2018 році, де вони зайняли 13-е, 21-е і 51-е місця відповідно. Пізніше Джухьон брала участь в Dancing High у 2018 році, але не пройшла перший раунд.
Човон знялася в таких фільмах як: Bully Bad Guys і The Dominator 3: Junior Bullies у 2020 році.

### 2021-донині: дебют зVanilla,Light a WishтаInto the Light
15 квітня Cube Entertainment оголосили про дебют свого нового жіночого гурту, першого з моменту дебюту (G)I-DLE у 2018 році. Учасниці були представлені парами з 19 по 22 квітня. Відеотрейлер з усіма вісьмома учасницями вийшов 23 квітня. 27 травня було оголошено, що Lightsum випустять свій дебютний сингл-альбом Vanilla 10 червня. Колектив дебютував в ефірі музичного шоу M Countdown на телеканалі Mnet 10 червня, де вони виконали свою дебютну пісню.
13 жовтня Lightsum випустили свій другий сингл-альбом Light a Wish, з головним треком «Vivace».
24 травня 2022 року Lightsum випустили свій перший мініальбом Into the Light, з «Alive» у якості головного синглу. 25 жовтня Cube Entertainment повідомили про відхід учасниць Хвійон та Джіан, а Lightsum продовжать діяльність у складі з шести учасниць.
У червні 2023 Сана взяла участь у телешоу Mnet Queendom Puzzle як учасниця, але вибула у першому раунді. 21 вересня було оголошено, що Lightsum випустять свій другий мініальбом Honey or Spice 11 жовтня.

## Учасниці
| Сценічне ім'я    | Сценічне ім'я | Справжнє ім'я | Справжнє ім'я  | Дата народження             | Позиція в гурті                                 |
| Українською      | Хангилем      | Українською   | Хангилем / Яп. | Дата народження             | Позиція в гурті                                 |
| ---------------- | ------------- | ------------- | -------------- | --------------------------- | ----------------------------------------------- |
| Джухьон          | 주현          | Лі Джу Хьон   | 이주현         | 8 квітня 2004 (20 років)    | Лідерка, головна танцюристка, ведуча вокалістка |
| Сана             | 상아          | Юн Са На      | 윤상아         | 4 вересня 2002 (22 роки)    | Ведуча танцюристка, реперка                     |
| Човон            | 초원          | Хан Чо Вон    | 한초원         | 16 вересня 2002 (22 роки)   | Головна вокалістка                              |
| Найон            | 나영          | Кім На Йон    | 김나영         | 30 листопада 2002 (22 роки) | Головна вокалістка, ведуча танцюристка          |
| Хіна             | 히나          | Наґай Хіна    | 永井 ヒナ      | 7 квітня 2003 (21 рік)      | Вокалістка                                      |
| Юджон            | 유정          | Лі Ю Джон     | 이유정         | 14 червня 2004 (20 років)   | Вокалістка                                      |
| Колишні учасниці |               |               |                |                             |                                                 |
| Хвійон           | 휘연          | О Хві Йон     | 오휘연         | 1 серпня 2005 (19 років)    | Вокалістка                                      |
| Джіан            | 지안          | Кім Джі Ан    | 김지안         | 4 листопада 2006 (18 років) | Вокалістка, реперка, макне                      |

## Дискографія

### Мініальбоми
| Назва          | Деталі                                                                                           | Пікові позиції у чартах | Продажі                  |
| Назва          | Деталі                                                                                           | KOR                     | Продажі                  |
| -------------- | ------------------------------------------------------------------------------------------------ | ----------------------- | ------------------------ |
| Into the Light | - Реліз: 24 травня 2022 - Лейбл: Cube Entertainment - Формат: CD, цифрові завантаження, стриминг | 13                      | - Південна Корея: 17,902 |
| Honey or Spice | - Реліз: 11 жовтня 2023 - Лейбл: Cube Entertainment - Формат: CD, цифрове завантаження, стриминг | 14                      | - Південна Корея: 19,412 |

### Сингл-альбоми
| Назва        | Деталі                                                                                           | Найвища позиція | Продажі                  |
| Назва        | Деталі                                                                                           | KOR             | Продажі                  |
| ------------ | ------------------------------------------------------------------------------------------------ | --------------- | ------------------------ |
| Vanilla      | - Реліз: 10 червня 2021 - Лейбл: Cube Entertainment - Формат: CD, цифрове завантаження, стриминг | 12              | - Південна Корея: 41,143 |
| Light a Wish | - Реліз: 13 жовтня 2021 - Лейбл: Cube Entertainment - Формат: CD, цифрове завантаження, стриминг | 7               | - Південна Корея: 28,416 |

### Сингли
| Назва                                                                       | Рік  | Найвища позиція | Найвища позиція | Альбом         |
| Назва                                                                       | Рік  | KOR Gaon        | US World        | Альбом         |
| --------------------------------------------------------------------------- | ---- | --------------- | --------------- | -------------- |
| «Vanilla»                                                                   | 2021 | —               | 8               | Vanilla        |
| «Vivace»                                                                    | 2021 | —               | 8               | Light a Wish   |
| «Alive»                                                                     | 2022 | —               | —               | Into the Light |
| «—» релізи, що не потрапили у чарти або не виходили у відповідних регіонах. |      |                 |                 |                |

## Відеографія

### Музичні відео
| Назва     | Рік  | Режисер(и)     | Тривалість | Прим.  |
| --------- | ---- | -------------- | ---------- | ------ |
| «Vanilla» | 2021 | Vikings League | 3:32       | [ 25 ] |
| «Vivace»  | 2021 | Н/Д            | 3:34       | [ 26 ] |
| «Alive»   | 2022 | Н/Д            | 3:39       | [ 27 ] |

## Нагороди та номінації
| Нагорода                 | Рік  | Категорія                          | Номінант / Робота | Результат | Прим.  |
| ------------------------ | ---- | ---------------------------------- | ----------------- | --------- | ------ |
| Asia Artist Awards       | 2021 | Female Idol Group Popularity Award | Lightsum          | Номінація | [ 28 ] |
| Asian Pop Music Awards   | 2021 | Best New Artist (Overseas)         | Light a Wish      | Номінація | [ 29 ] |
| Hanteo Music Awards      | 2021 | Rookie Award — Female Group        | Lightsum          | Номінація | [ 30 ] |
| Korea First Brand Awards | 2022 | Female Rookie Idol Award           | Lightsum          | Перемога  | [ 31 ] |
| Mnet Asian Music Awards  | 2021 | Artist of the Year                 | Lightsum          | Номінація | [ 32 ] |
| Mnet Asian Music Awards  | 2021 | Best New Female Artist             | Lightsum          | Номінація | [ 32 ] |
| Seoul Music Awards       | 2022 | K-wave Popularity Award            | Lightsum          | Номінація | [ 33 ] |
| Seoul Music Awards       | 2022 | Popularity Award                   | Lightsum          | Номінація | [ 33 ] |
| Seoul Music Awards       | 2022 | Rookie of the Year                 | Lightsum          | Номінація | [ 33 ] |

## Нотатки
1. ↑  Сингл «Vanilla» не потрапив у Gaon Digital Chart, але посів 59 місце у Download chart[22].
2. ↑  Сингл «Vivace» не потрапив у Gaon Digital Chart, але посів 16 місце у Download chart[23].
3. ↑  Сингл «Alive» не потрапив у Gaon Digital Chart, але посів 54 місце у Download Chart[24].